# Grand Prix Formule 1 van Maleisië 2007
De Grand Prix Formule 1 van Maleisië 2007 werd gehouden op 8 april 2007 op het Sepang International Circuit in Sepang.

## Uitslag
| Positie | Nummer | Rijder               | Team                 | Ronden | Tijd/Opgave | Startplaats | Punten |
| ------- | ------ | -------------------- | -------------------- | ------ | ----------- | ----------- | ------ |
| 1       | 1      | Fernando Alonso      | McLaren - Mercedes   | 56     | 1:32:14.930 | 2           | 10     |
| 2       | 2      | Lewis Hamilton       | McLaren - Mercedes   | 56     | +17.557     | 4           | 8      |
| 3       | 6      | Kimi Räikkönen       | Scuderia Ferrari     | 56     | +18.339     | 3           | 6      |
| 4       | 9      | Nick Heidfeld        | BMW Sauber           | 56     | +33.777     | 5           | 5      |
| 5       | 5      | Felipe Massa         | Scuderia Ferrari     | 56     | +36.705     | 1           | 4      |
| 6       | 3      | Giancarlo Fisichella | Renault              | 56     | +1:05.638   | 12          | 3      |
| 7       | 12     | Jarno Trulli         | Toyota               | 56     | +1:10.132   | 8           | 2      |
| 8       | 4      | Heikki Kovalainen    | Renault              | 56     | +1:12.015   | 11          | 1      |
| 9       | 17     | Alexander Wurz       | Williams - Toyota    | 56     | +1:29.924   | 19          |        |
| 10      | 15     | Mark Webber          | Red Bull - Renault   | 56     | +1:33.556   | 10          |        |
| 11      | 8      | Rubens Barrichello   | Honda                | 55     | +1 Ronde    | 22          |        |
| 12      | 7      | Jenson Button        | Honda                | 55     | +1 Ronde    | 15          |        |
| 13      | 22     | Takuma Sato          | Super Aguri - Honda  | 55     | +1 Ronde    | 14          |        |
| 14      | 19     | Scott Speed          | Toro Rosso - Ferrari | 55     | +1 Ronde    | 17          |        |
| 15      | 11     | Ralf Schumacher      | Toyota               | 55     | +1 Ronde    | 9           |        |
| 16      | 23     | Anthony Davidson     | Super Aguri - Honda  | 55     | +1 Ronde    | 18          |        |
| 17      | 18     | Vitantonio Liuzzi    | Toro Rosso - Ferrari | 55     | +1 Ronde    | 16          |        |
| 18      | 10     | Robert Kubica        | BMW Sauber           | 55     | +1 Ronde    | 7           |        |
| Ret     | 16     | Nico Rosberg         | Williams - Toyota    | 42     | Hydrauliek  | 6           |        |
| Ret     | 14     | David Coulthard      | Red Bull - Renault   | 36     | Remmen      | 13          |        |
| Ret     | 21     | Christijan Albers    | Spyker - Ferrari     | 7      | Motor       | 20          |        |
| Ret     | 20     | Adrian Sutil         | Spyker - Ferrari     | 0      | Botsing     | 21          |        |

## Wetenswaardigheden
- Rondeleiders: Fernando Alonso 52 (1-18; 22-40; 42-56), Lewis Hamilton 2 (19-20), Nick Heidfeld 1 (21) en Kimi Räikkönen 1 (41).
- Team McLaren scoorde haar tweede overwinning in Maleisië sinds Kimi Räikkönen in 2003 won.
- Het was de eerste 1-2 van McLaren sinds de Grand Prix van Brazilië 2005.

## Standen na de Grand Prix

### Coureurs
| Positie | Nummer | Rijder          | Team             | Punten |
| ------- | ------ | --------------- | ---------------- | ------ |
| 1       | 1      | Fernando Alonso | McLaren          | 18     |
| 2       | 5      | Kimi Räikkönen  | Scuderia Ferrari | 16     |
| 3       | 2      | Lewis Hamilton  | McLaren          | 14     |
| 4       | 9      | Nick Heidfeld   | BMW Sauber       | 10     |
| 5       | 6      | Felipe Massa    | Scuderia Ferrari | 7      |

### Constructeurs
| Positie | Nummers | Team             | Rijders                                | Punten |
| ------- | ------- | ---------------- | -------------------------------------- | ------ |
| 1       | 1 2     | McLaren          | Fernando Alonso Lewis Hamilton         | 32     |
| 2       | 5 6     | Scuderia Ferrari | Kimi Räikkönen Felipe Massa            | 23     |
| 3       | 9 10    | BMW Sauber       | Nick Heidfeld Robert Kubica            | 10     |
| 4       | 3 4     | Renault          | Giancarlo Fisichella Heikki Kovalainen | 8      |
| 5       | 11 12   | Toyota           | Ralf Schumacher Jarno Trulli           | 3      |

## Statistieken
| Snelste ronde | Lewis Hamilton | McLaren - Mercedes | 1:36.701 |

## Noot
- Dit was de eerste snelste ronde voor Lewis Hamilton.

1999 · 2000 · 2001 · 2002 · 2003 · 2004 · 2005 · 2006 · 2007 · 2008 · 2009 · 2010 · 2011 · 2012 · 2013 · 2014 · 2015 · 2016 · 2017